# سیدآباد (قم)
سیدآباد، روستایی است از توابع بخش سلفچگان شهرستان قم در استان قم ایران.

## جمعیت
این روستا در دهستان راهجرد شرقی قرار دارد و براساس سرشماری مرکز آمار ایران در سال ۱۳۸۵، جمعیت آن ۵ نفر (۴خانوار) بوده‌است.